# Ключ 146
Ключ 146 — ключ Канси, единственный ключ, имеющий два вида иероглифов с общим упрощенным вариантом:
- трад. и упр. 西, 覀 — ключ Канси со значением «запад»;
- трад. и упр. 襾, 覀 — ключ Канси со значением «покрывать, накрывать».

Ключ является одним из 29, состоящих из шести штрихов.

## Описание

В словаре Канси есть 29 символ (из 49 030), которые можно найти c этим радикалом.

## История
Древняя идеограмма изображала птицу, вернувшуюся в свое гнездо. Птицы возвращаются в гнезда на закате солнца, а солнце садится на западе. Таким образом китайцы передали в иероглифе-идеограмме значение «Запад».
В современном языке иероглиф используется в значениях: «Запад, Европа и Америка, западная культура, европейский, иностранный».

Вид в Цзиньвэнь
Вид в Цзягувэнь
Вид в большой печати Чжуаньшу
Вид в малой печати Чжуаньшу

А также в качестве иероглифа «покрывать, накрывать»

Вид в большой печати Чжуаньшу
Вид в малой печати Чжуаньшу

В качестве ключевого знака иероглиф «Запад» малоупотребителен.
В словарях находится под номером 146.

## Примеры иероглифов
| Доп. штрихи | Иероглифы |
| ----------- | --------- |
| 0           | 襾 西 覀  |
| 3           | 要        |
| 5           | 覂        |
| 6           | 覃 覄     |
| 7           | 覅        |
| 12          | 覆        |
| 13          | 覇 覈     |
| 17          | 覉        |
| 19          | 覊        |
| 20          | 飘        |

- Примечание: Ваш браузер может отображать иероглифы неправильно.